# Fill-fil
Fill-fil este al doilea album de studio al formației românești Ca$$a Loco, lansat în anul 2001.

## Ordinea pieselor pe disc[1][2]
1. Vând fân (original edit) - 3:28
2. Eterna și fascinanta Românie - 3:30
3. Vând fân (radio edit) - 2:43
4. 2-10, 2-10 (Vând fân future Groove mix) - 3:42
5. Vând fân (Phantom Phanphare mix) - 3:28
6. Iar-bau (Vând fân future Groove remix) - 3:11